# Collegio di Islington North
Islington North è un collegio elettorale situato nella Grande Londra, e rappresentato alla Camera dei comuni del Parlamento del Regno Unito. Elegge un membro del parlamento con il sistema first-past-the-post, ossia maggioritario a turno unico; l'attuale parlamentare è Jeremy Corbyn, eletto in origine, nel 1983, con Partito Laburista. Corbyn è stato leader del Partito Laburista dal 2015 al 2020 ed è stato sospeso dal partito nell'ottobre 2020 a causa di una polemica sull'antisemitismo nel partito. È stato rieletto nel 2024 come Indipendente.

## Estensione

Islington North dal 2010 al 2024

### 1885–1918

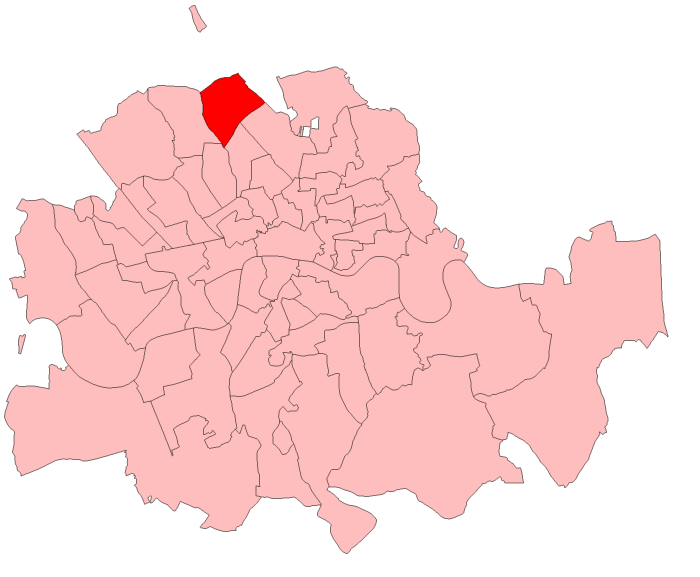
Islington North a Londra, 1885–1918

Il collegio fu creato con il Redistribution of Seats Act 1885, come una delle quattro divisioni del borgo parlamentare di Islington. 
Il collegio fu definito nella legge come consistente del ward di Upper Holloway e della parrocchia civile di Islington. Il ward era uno degli otto utilizzati per l'elezione del consigliere comunale di Islington, in base al Metropolis Management Act 1855.

### 1918–1950

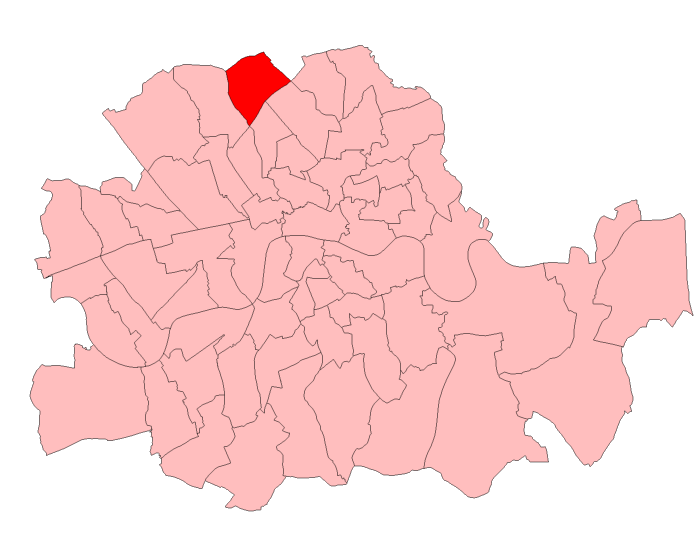
Islington North a Londra, 1918–50

Con la successiva redistribuzione dei seggi del Representation of the People Act 1918, i collegi della Contea di Londra furono definiti in termini di ward dei borghi metropolitani creati nel 1900. Islington North comprendeva tre ward del borgo metropolitano di Islington: Tollington, Tufnell e Uppoer Holloway.

### 1950–1974

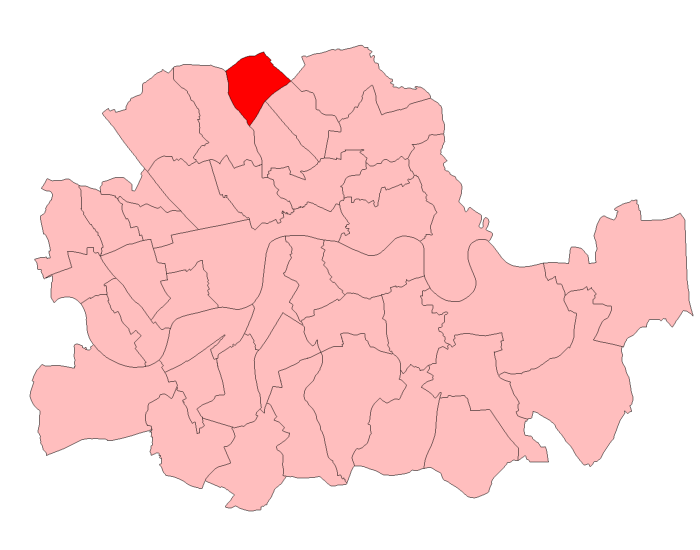
Islington North a Londra, 1950–74

Con la successiva redistribuzione dei seggi avvenuta con il Representation of the People Act 1948, il collegio fu ancora definito come costituito dai ward di Tollington, Tufnell e Upper Holloway nel borgo metropolitano di Islington, con i confini che erano in vigore alla fine del 1947.

### 1974–1983
Nel 1965 furono riorganizzati i governi locali della Grande Londra, con la formazione dei borghi di Londra; i cambiamenti furono riflessi nei confini parlamentari dopo il 1974. Il borgo londinese di Islington fu diviso in tre collegi; Islington North comprendeva sette ward: Highview, Hillmarton, Hillrise, Junction, Parkway, St. George's e Station.

### 1983–1997
Nel 1983 la rappresentanza parlamentare di Islington fu ridotta a due collegi; il nuovo e più grande Islington North era formato da dieci ward del borgo che esisteva nel febbraio 1983. Questi erano: Gillespie, Highbury, Highview, Hillrise, Junction, Mildmay, Quadrant, St. George's, Sussex e Tollington.

### 1997–2010
Nel 1997 vi furono modifiche lievi ai confini, e il collegio fu definito con gli stessi dieci ward con i loro confini esistenti al 1º giugno 1994.

### 2010-2024
Il collegio copriva la parte settentrionale del borgo londinese di Islington, comprendente le aree di Holloway, Highbury, Tufnell Park, Upper Holloway e Archway.
Il collegio comprendeva otto ward elettorali: Finsbury Park, Highbury East, Highbury West, Hillrise, Junction, Mildmay, St. George's e Tollington.
I confini erano cambiati considerevolmente dagli anni '70, quando Islington eleggeva tre deputati e ne condivideva un altro con Hackney. Questo rifletté la decrescita nella popolazione del centro di Londra, dovuto alla discesa dell'occupazione delle abitazioni, sostituite da case a torre. Il cuore del collegio era l'area a nord di Seven Sisters e Camden Road e con i suoi 0,735 km² era il più piccolo collegio parlamentare del Regno Unito. In occasione della quinta revisione parlamentare dei collegi di Westminster iniziata nel 2012, il collegio aveva circa 1.300 elettori in meno della media nazionale e la più alta densità di popolazione a livello nazionale.

### Dal 2024
In occasione della sesta revisione dei collegi di Westminster, completata nel 2023, l'estensione del collegio non venne modificata; tuttavia, a seguito di una modifica delle estensioni di alcuni ward locali, entrata in vigore il 4 maggio 2022, il collegio comprende i seguenti otto ward del borgo londinese di Islington: Arsenal, Finsbury Park, Highbury, Hillrise, Junction, Mildmay, Tollington e Tufnell Park.

## Membri del parlamento
| Elezione | Elezione           | Deputato             | Partito                |
| -------- | ------------------ | -------------------- | ---------------------- |
|          | 1885               | George Trout Bartley | Conservatore           |
|          | 1906               | David Waterlow       | Liberale               |
|          | Dic 1910           | George Touche        | Conservatore           |
| 1918     | Newton Moore       |                      | Conservatore           |
| 1923     | Henry Cowan        |                      | Conservatore           |
|          | 1929               | Robert Young         | Laburista              |
|          | 1931               | Albert Goodman       | Conservatore           |
|          | 1937 (S)           | Leslie Haden-Guest   | Laburista              |
| 1950     | Moelwyn Hughes     |                      | Laburista              |
| 1951     | Wilfred Fienburgh  |                      | Laburista              |
| 1958 (S) | Gerry Reynolds     |                      | Laburista              |
| 1969 (S) | Michael O'Halloran |                      | Laburista              |
|          | Michael O'Halloran | 1981                 | Social Democratico     |
|          | Michael O'Halloran | 1983                 | Indipendente Laburista |
|          | 1983               | Jeremy Corbyn        | Laburista              |
|          | 2020               | Jeremy Corbyn        | Indipendente           |

## Elezioni

### Elezioni negli anni 2020
| Partito                    | Partito                                           | Candidato                  | Risultati 4 luglio 2024 | Risultati 4 luglio 2024 |
| Partito                    | Partito                                           | Candidato                  | Voti                    | %                       |
| -------------------------- | ------------------------------------------------- | -------------------------- | ----------------------- | ----------------------- |
|                            | Indipendente                                      | Jeremy Corbyn              | 24 120                  | 49,22                   |
|                            | Laburista                                         | Praful Nargund             | 16 873                  | 34,43                   |
|                            | Verdi                                             | Sheridan Kates             | 2 660                   | 5,43                    |
|                            | Conservatore                                      | Karen Harries              | 1 950                   | 3,98                    |
|                            | Reform UK                                         | Martyn Nelson              | 1 710                   | 3,49                    |
|                            | Lib Dem                                           | Vikas Aggarwal             | 1 661                   | 3,39                    |
|                            | Indipendente                                      | Paul Josling               | 32                      | 0,07                    |
|                            |                                                   |                            |                         |                         |
| Iscritti                   | Iscritti                                          | Iscritti                   | 72 582                  | 100,00                  |
| ↳ Votanti (% su iscritti)  | ↳ Votanti (% su iscritti)                         | ↳ Votanti (% su iscritti)  | 49 006                  | 67,52                   |
| ↳ Astenuti (% su iscritti) | ↳ Astenuti (% su iscritti)                        | ↳ Astenuti (% su iscritti) | 23 576                  | 32,48                   |
|                            |                                                   |                            |                         |                         |
|                            | Esito: collegio passa da Laburista a Indipendente |                            |                         |                         |

### Elezioni negli anni 2010
| Partito                    | Partito                                | Candidato                        | Risultati 12 dicembre 2019 | Risultati 12 dicembre 2019 |
| Partito                    | Partito                                | Candidato                        | Voti                       | %                          |
| -------------------------- | -------------------------------------- | -------------------------------- | -------------------------- | -------------------------- |
|                            | Laburista                              | Jeremy Corbyn                    | 34 603                     | 64,31                      |
|                            | Lib Dem                                | Nick Wakeling                    | 8 415                      | 15,64                      |
|                            | Conservatore                           | James Clark                      | 5 483                      | 10,19                      |
|                            | Verdi                                  | Caroline Russell                 | 4 326                      | 8,04                       |
|                            | Brexit                                 | Yosef David                      | 742                        | 1,38                       |
|                            | Monster Raving Loony                   | Nick The Incredible Flying Brick | 236                        | 0,44                       |
|                            |                                        |                                  |                            |                            |
| Iscritti                   | Iscritti                               | Iscritti                         | 75 162                     | 100,00                     |
| ↳ Votanti (% su iscritti)  | ↳ Votanti (% su iscritti)              | ↳ Votanti (% su iscritti)        | 53 805                     | 71,59                      |
| ↳ Astenuti (% su iscritti) | ↳ Astenuti (% su iscritti)             | ↳ Astenuti (% su iscritti)       | 21 357                     | 28,41                      |
|                            |                                        |                                  |                            |                            |
|                            | Esito: collegio confermato a Laburista |                                  |                            |                            |

| Partito                    | Partito                                | Candidato                  | Risultati 8 giugno 2017 | Risultati 8 giugno 2017 |
| Partito                    | Partito                                | Candidato                  | Voti                    | %                       |
| -------------------------- | -------------------------------------- | -------------------------- | ----------------------- | ----------------------- |
|                            | Laburista                              | Jeremy Corbyn              | 40 086                  | 72,98                   |
|                            | Conservatore                           | James Clark                | 6 871                   | 12,51                   |
|                            | Lib Dem                                | Keith Angus                | 4 946                   | 9,00                    |
|                            | Verdi                                  | Caroline Russell           | 2 229                   | 4,06                    |
|                            | UKIP                                   | Keith Fraser               | 413                     | 0,75                    |
|                            | —                                      | Michael Foster             | 208                     | 0,38                    |
|                            | Monster Raving Loony                   | Knigel Knapp               | 106                     | 0,19                    |
|                            | Indipendente                           | Susanne Cameron-Blackie    | 41                      | 0,07                    |
|                            | Socialista                             | Bill Martin                | 21                      | 0,04                    |
|                            | Lega Comunista                         | Andres Mendoza             | 7                       | 0,01                    |
|                            |                                        |                            |                         |                         |
| Iscritti                   | Iscritti                               | Iscritti                   | 74 372                  | 100,00                  |
| ↳ Votanti (% su iscritti)  | ↳ Votanti (% su iscritti)              | ↳ Votanti (% su iscritti)  | 54 928                  | 73,86                   |
| ↳ Astenuti (% su iscritti) | ↳ Astenuti (% su iscritti)             | ↳ Astenuti (% su iscritti) | 19 444                  | 26,14                   |
|                            |                                        |                            |                         |                         |
|                            | Esito: collegio confermato a Laburista |                            |                         |                         |

| Partito                    | Partito                                | Candidato                  | Risultati 7 maggio 2015 | Risultati 7 maggio 2015 |
| Partito                    | Partito                                | Candidato                  | Voti                    | %                       |
| -------------------------- | -------------------------------------- | -------------------------- | ----------------------- | ----------------------- |
|                            | Laburista                              | Jeremy Corbyn              | 29 659                  | 60,24                   |
|                            | Conservatore                           | Alex Burghart              | 8 465                   | 17,19                   |
|                            | Verdi                                  | Caroline Russell           | 5 043                   | 10,24                   |
|                            | Lib Dem                                | Julian Gregory             | 3 984                   | 8,09                    |
|                            | UKIP                                   | Greg Clough                | 1 971                   | 4,00                    |
|                            | Socialista                             | Bill Martin                | 112                     | 0,23                    |
|                            |                                        |                            |                         |                         |
| Iscritti                   | Iscritti                               | Iscritti                   | 73 374                  | 100,00                  |
| ↳ Votanti (% su iscritti)  | ↳ Votanti (% su iscritti)              | ↳ Votanti (% su iscritti)  | 49 234                  | 67,10                   |
| ↳ Astenuti (% su iscritti) | ↳ Astenuti (% su iscritti)             | ↳ Astenuti (% su iscritti) | 24 140                  | 32,90                   |
|                            |                                        |                            |                         |                         |
|                            | Esito: collegio confermato a Laburista |                            |                         |                         |

| Partito                    | Partito                                | Candidato                  | Risultati 6 maggio 2010 | Risultati 6 maggio 2010 |
| Partito                    | Partito                                | Candidato                  | Voti                    | %                       |
| -------------------------- | -------------------------------------- | -------------------------- | ----------------------- | ----------------------- |
|                            | Laburista                              | Jeremy Corbyn              | 24 276                  | 54,49                   |
|                            | Lib Dem                                | Rhodri Jamieson-Ball       | 11 875                  | 26,65                   |
|                            | Conservatore                           | Adrian Berrill-Cox         | 6 339                   | 14,23                   |
|                            | Verdi                                  | Emma Dixon                 | 1 348                   | 3,03                    |
|                            | UKIP                                   | Dominic Lennon             | 716                     | 1,61                    |
|                            |                                        |                            |                         |                         |
| Iscritti                   | Iscritti                               | Iscritti                   | 68 125                  | 100,00                  |
| ↳ Votanti (% su iscritti)  | ↳ Votanti (% su iscritti)              | ↳ Votanti (% su iscritti)  | 44 554                  | 65,40                   |
| ↳ Astenuti (% su iscritti) | ↳ Astenuti (% su iscritti)             | ↳ Astenuti (% su iscritti) | 23 571                  | 34,60                   |
|                            |                                        |                            |                         |                         |
|                            | Esito: collegio confermato a Laburista |                            |                         |                         |

### Elezioni negli anni 2000
| Partito                    | Partito                                | Candidato                  | Risultati 5 maggio 2005 | Risultati 5 maggio 2005 |
| Partito                    | Partito                                | Candidato                  | Voti                    | %                       |
| -------------------------- | -------------------------------------- | -------------------------- | ----------------------- | ----------------------- |
|                            | Laburista                              | Jeremy Corbyn              | 16 118                  | 51,18                   |
|                            | Lib Dem                                | Laura Willoughby           | 9 402                   | 29,85                   |
|                            | Conservatore                           | Nicola Talbot              | 3 740                   | 11,88                   |
|                            | Verdi                                  | Jon Nott                   | 2 234                   | 7,09                    |
|                            |                                        |                            |                         |                         |
| Iscritti                   | Iscritti                               | Iscritti                   | 58 430                  | 100,00                  |
| ↳ Votanti (% su iscritti)  | ↳ Votanti (% su iscritti)              | ↳ Votanti (% su iscritti)  | 31 494                  | 53,90                   |
| ↳ Astenuti (% su iscritti) | ↳ Astenuti (% su iscritti)             | ↳ Astenuti (% su iscritti) | 26 936                  | 46,10                   |
|                            |                                        |                            |                         |                         |
|                            | Esito: collegio confermato a Laburista |                            |                         |                         |

| Partito                    | Partito                                | Candidato                  | Risultati 7 giugno 2001 | Risultati 7 giugno 2001 |
| Partito                    | Partito                                | Candidato                  | Voti                    | %                       |
| -------------------------- | -------------------------------------- | -------------------------- | ----------------------- | ----------------------- |
|                            | Laburista                              | Jeremy Corbyn              | 18 699                  | 61,88                   |
|                            | Lib Dem                                | Laura Willoughby           | 5 741                   | 19,00                   |
|                            | Conservatore                           | Neil Rands                 | 3 249                   | 10,75                   |
|                            | Verdi                                  | Christopher Ashby          | 1 876                   | 6,21                    |
|                            | Laburista Socialista                   | Stephen Cook               | 512                     | 1,69                    |
|                            | Reform 2000 Party                      | Emine Hassan               | 139                     | 0,46                    |
|                            |                                        |                            |                         |                         |
| Iscritti                   | Iscritti                               | Iscritti                   | 58 430                  | 100,00                  |
| ↳ Votanti (% su iscritti)  | ↳ Votanti (% su iscritti)              | ↳ Votanti (% su iscritti)  | 31 494                  | 53,90                   |
| ↳ Astenuti (% su iscritti) | ↳ Astenuti (% su iscritti)             | ↳ Astenuti (% su iscritti) | 26 936                  | 46,10                   |
|                            |                                        |                            |                         |                         |
|                            | Esito: collegio confermato a Laburista |                            |                         |                         |

## Risultati dei referendum

### Referendum sulla permanenza del Regno Unito nell'Unione europea del 2016
|             | Collegio        | Lasciare UE % | Rimanere in UE % |
| ----------- | --------------- | ------------- | ---------------- |
|             | Islington North | 21,6%         | 78,4%            |
|             | Inghilterra     | 53,3%         | 46,7%            |
| Regno Unito | 51,9%           | 48,1%         |                  |

Islington North fu il quinto collegio del Regno Unito con la più alta percentuale a favore del Remain. Il primo fu Streatham, con il 79,5%, seguì Bristol West con il 79,3%, Hackney North and Stoke Newington con il 79,1%, e Glasgow North con il 78,4%.